# Gumball 3000

Gumball-3000 Logo

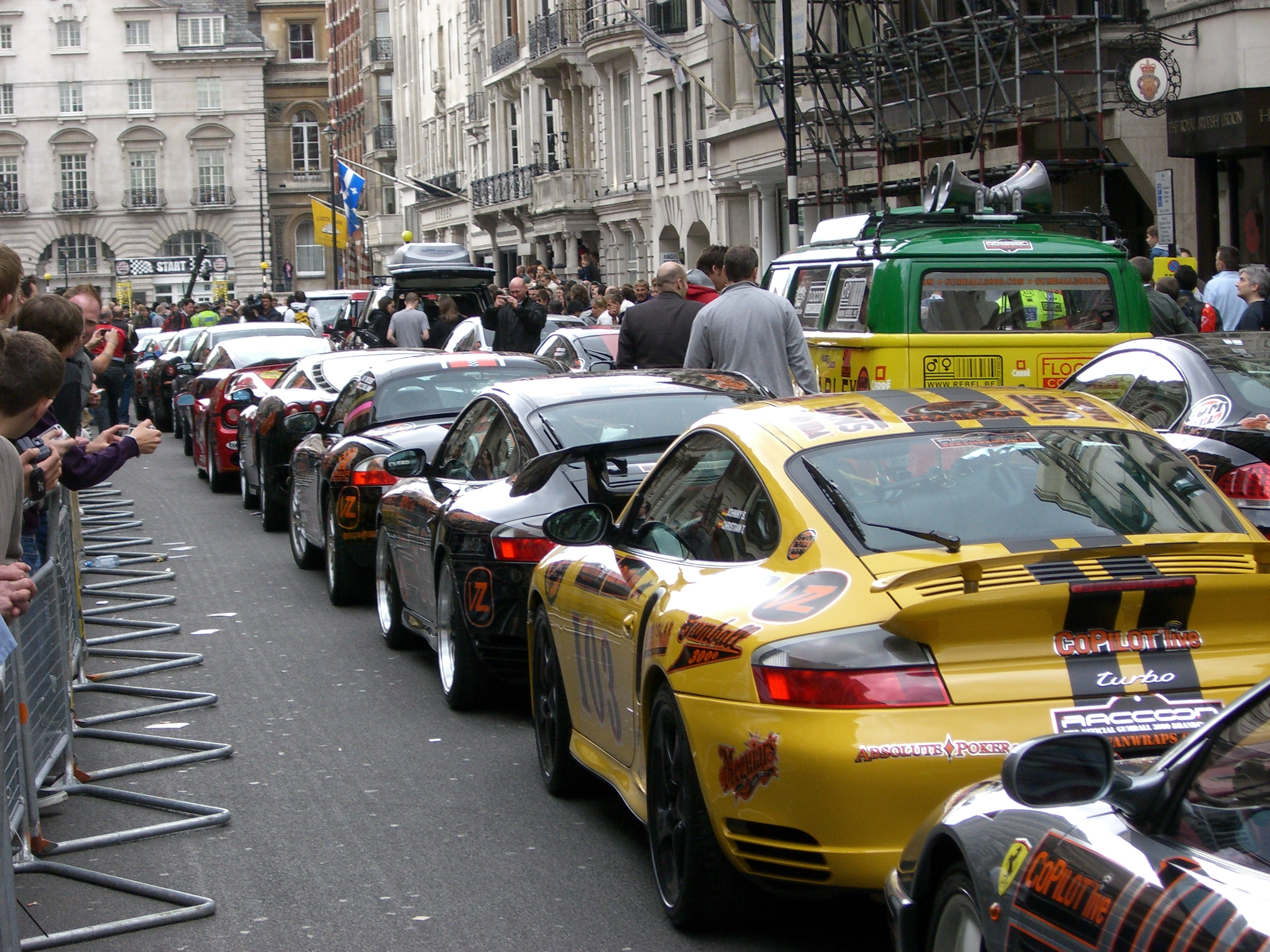
Vor dem Start des Gumball 3000 in Pall Mall, London (2006)

Gumball 3000 ist eine Lifestyle-Marke, die vor allem für ihre jährliche Gumball 3000 Rallye bekannt ist – eine internationale Motorsportveranstaltung mit Prominenten, die auf öffentlichen Straßen stattfindet. Die Marke wurde 1999 vom britischen Unternehmer Maximillion Cooper gegründet, der das Ziel verfolgte, Autos, Musik, Mode und Popkultur in einem einzigen Event zu vereinen.

## Rallyeformat
Die Gumball 3000 Rallye umfasst etwa 120 Fahrzeuge, die auf einer 3.000 Meilen langen Strecke innerhalb von sechs Tagen durch mehrere Länder reisen. Gelegentlich beinhaltet die Route auch interkontinentale Abschnitte, bei denen Frachtflugzeuge eingesetzt werden, um die Fahrzeuge per Lufttransport zu befördern. Die Teilnehmer fahren auf öffentlichen Straßen und nutzen eine Vielzahl von Fahrzeugen – von individuell gestalteten Oldtimern bis hin zu leistungsstarken Hypercars – und nehmen jeden Abend an VIP-Events, Dinners oder Partys teil. Entlang der Strecke bietet die Rallye exklusive Erlebnisse wie Mittagsstopps und Übernachtungen in großen Städten, in denen öffentliche Straßen häufig vorübergehend gesperrt werden, um den Rallyefahrzeugen Zugang zu ermöglichen. Gegründet wurde die Rallye 1999 von Maximillion Cooper und begann ursprünglich als Roadtrip mit seinen Freunden. Die Veranstalter betonen, dass es sich bei der Rallye um ein Straßenabenteuer handelt und keinesfalls um ein Rennen oder einen Wettbewerb – unterstrichen durch das Motto: „It’s a rally, not a race.“
Die Teilnahme an der Rallye ist kostenpflichtig. Laut Toronto Life liegt die Teilnahmegebühr bei etwa 75.000 US-Dollar, während The Globe and Mail von 85.000 US-Dollar für Neueinsteiger und etwa 50.000 US-Dollar für wiederkehrende Teilnehmer berichtet.
Jedes Jahr ist die Teilnehmergruppe ungefähr zur Hälfte aufgeteilt zwischen Neueinsteigern und wiederkehrenden „Alumni“. Teilnehmer der Rallye werden allgemein als „Gumballer“ bezeichnet.

## Rallye-Geschichte

### 1999–2004
Die Gumball 3000 Rallye feierte ihr Debüt im Jahr 1999. Gegründet von Maximillion Cooper, entstand das Event aus der Idee, mit einer Gruppe von Freunden eine 3.000 Meilen lange Supercar-Reise quer durch Europa zu unternehmen – ein Abenteuer, das sie als „Rallye“ bezeichneten. Ursprünglich war die Veranstaltung nur für Coopers engen Freundeskreis gedacht, mit einer Teilnahmegebühr von 8.700 US-Dollar. Die Teilnehmer mussten ihre eigenen Fahrzeuge mitbringen.
Die erste Rallye wurde von legendären Rennen und Ausdauerfahrten aus aller Welt inspiriert. Eine bedeutende Einflussfigur war der Motorradrennfahrer Erwin „Cannonball“ Baker, der 1933 die USA in 54 Stunden von Küste zu Küste durchquerte. Sein Spitzname „Cannonball“ inspirierte später eine Reihe transkontinentaler Rennen in den USA und Europa. In den 1970er-Jahren erhielten Teilnehmer solcher Cannonball-Events Kaugummiautomaten als Preise – was vermutlich zur Namensgebung „Gumball 3000“ führte.
Die erste Rallye im Jahr 1999 startete in London, führte nach Rimini in Italien und kehrte dann nach London zurück. Cooper organisierte an jedem Abend verschiedene Events, von exklusiven Partys bis hin zu festlichen Dinners. Die Rallye erlangte große mediale Aufmerksamkeit im Vereinigten Königreich, unter anderem durch prominente Teilnehmer wie Kate Moss, Guy Ritchie sowie Kylie und Dannii Minogue.
Nach dem Erfolg der ersten Rallye begann die Ausgabe von 2000 am Marble Arch in London und führte zum Flughafen Stansted, von wo aus die Fahrzeuge nach Spanien geflogen wurden. Die Route beinhaltete Städte wie Bilbao, Cannes, Mailand und Hamburg, mit Stopps im historischen Hotel Bühlerhöhe sowie am Nürburgring GP-Kurs, bevor die Rallye nach London zurückkehrte.
MTV dokumentierte die Rallye-Fahrzeuge für ein Jackass-Special, das zur meistgesehenen Sendung des Jahres auf dem Sender wurde. Zu den bemerkenswerten Teilnehmern 2001 zählten der Formel-1-Weltmeister Damon Hill, der einen Lamborghini fuhr, sowie der Komiker Vic Reeves am Steuer eines Mercedes-AMG. Die Rallye von 2002 war das erste Mal, dass Gumball 3000 die USA von Küste zu Küste durchquerte – von New York City bis Los Angeles. Wichtige Zwischenstopps waren das Weiße Haus in Washington, D.C.; Graceland in Memphis; Städte in Texas; Santa Ana Pueblo in New Mexico; der Grand Canyon; Las Vegas und schließlich die Playboy Mansion in Los Angeles. Zu den prominenten Teilnehmern zählten Modedesignerin Donna Karan, die Models Jodie Kidd und Amy Wesson sowie Schauspieler Matthew McConaughey.
Im Jahr 2003 wurde Gumball 3000: The Movie veröffentlicht. Der 98-minütige Film wurde von Steven Green inszeniert und von dem verstorbenen Burt Reynolds gesprochen.
Die fünfte Ausgabe der Rallye begann in San Francisco und endete in Miami, Florida. Die Route führte über Reno, Las Vegas, Tucson, White Sands, San Antonio und New Orleans. Zu den bekannten Teilnehmern gehörten Motocross-Star Travis Pastrana, Skateboard-Legende Tony Hawk (in einem Dodge Viper) sowie der verstorbene Jackass-Star Ryan Dunn.
Im Jahr 2004 begann die Rallye am Eiffelturm in Paris und führte über Biarritz, Madrid und Marbella. Anschließend wurden die Fahrzeuge über das Mittelmeer nach Marrakesch, Marokko, transportiert, bevor die Rallye zum Großen Preis von Barcelona zurückkehrte und schließlich beim Filmfestival in Cannes endete.

### 2005–2009: Wachstum der Veranstaltung
Im Jahr 2005 gab Jenson Button den Startschuss für die Gumball 3000 Rallye, die von London nach Monte Carlo führte. Die Teilnehmer fuhren durch Städte wie Brüssel, Prag, Wien, Budapest, Dubrovnik, Sizilien, Rom und Florenz, bevor sie die Ziellinie in Monte Carlo erreichten. Zu den prominenten Teilnehmern gehörten die Models Caprice Bourret und Jodie Kidd, der Sänger Jay Kay von Jamiroquai, die britische Rockband The Darkness und der Rallyefahrer Ken Block.
Die Rallye 2006 begann in London, der Kurs führte durch Wien, Budapest und Belgrad. Von Serbien aus wurden die Fahrzeuge und Fahrer nach Thailand geflogen, wo die Route durch Phuket und Bangkok fortgesetzt wurde. Der letzte Abschnitt beinhaltete einen Flug nach Salt Lake City, der in einer Abschlussfeier in der Playboy Mansion in Los Angeles gipfelte. Zu den Teilnehmern 2006 gehörten der Musiker Travis Barker und die Schauspielerin Martine McCutcheon, die ein pinkfarbenes Range Rover in einem rein weiblichen Team fuhr. Gumball 3000 Films veröffentlichte auch eine Dokumentation mit dem Titel 3000 Miles, die fünf weitere Teilnehmer begleitete: die Skateboarder Tony Hawk, Bam Margera und Mike Vallely, BMX-Fahrer Mike Escamilla und Jackass-Star Ryan Dunn.
Die Route der Rallye 2007 war von London nach Istanbul geplant, mit Zwischenstopps in Städten wie Amsterdam, München, Tirana, Dubrovnik und Athen. Mehr als 100 Teilnehmer, darunter die Schauspieler Tamer Hassan und Danny Dyer sowie das Model und die Unternehmerin Caprice Bourret, sollten in acht Tagen 16 Länder durchqueren. Die Teilnahmegebühr für neue Teilnehmer im Jahr 2007 betrug 28.000 £. Tragischerweise ereignete sich während der Veranstaltung ein tödlicher Unfall in Nordmazedonien am 2. Mai, als ein TechArt Porsche 997 Turbo, gefahren von Nicholas Morley, mit einem Volkswagen Golf kollidierte, bei dem die Insassen des Golfs ums Leben kamen.
Zunächst setzte die Rallye ihre Fahrt nach dem Vorfall fort, aber nachdem die vollständigen Details bekannt wurden, brachen die Organisatoren den Rest der Veranstaltung als Zeichen des Respekts ab.
Im Jahr 2008 erstreckte sich die Gumball 3000 Rallye von San Francisco nach Peking und endete rechtzeitig zu den Olympischen Spielen in Peking. Die Route führte durch Los Angeles, San Diego und Las Vegas, gefolgt von einem Flug nach Nanjing, China, und einem nächtlichen Aufenthalt in Nordkorea, um an den Mass Games teilzunehmen.

### 2010–2019
Im Jahr 2010 nahmen über 100 Fahrzeuge an der Rallye teil, die in London begann und in New York endete. Die Route führte durch Städte wie Amsterdam, Kopenhagen, Stockholm, Boston, Quebec City und Toronto. Michael Madsen schloss sich der Veranstaltung an, musste jedoch in Belgien aussteigen, nachdem sein Fahrer wegen zu schnellen Fahrens von der Polizei gestoppt wurde. Weitere Prominente, die an der Veranstaltung teilnahmen, waren Idris Elba und Cypress Hill. Während dieser Rallye traf Cooper die Grammy-prämierte Rapperin Eve, die er 2014 am Ende der Rallye des Jahres heiratete.
Die Gumball 3000 Rallye 2011 begann im Covent Garden in London, und die Teilnehmer fuhren durch Paris, Barcelona, Monaco, Venedig und Kroatien, bevor sie Istanbul erreichten. Die Eröffnungsparty im Playboy Club in London wurde von Jo Wood, Vanessa White von The Saturdays und der ehemaligen Pussycat Doll Melody Thornton besucht. Zu den prominenten Teilnehmern gehörten David Hasselhoff, Eve, Xzibit und Tony Hawk.
Im Jahr 2012 folgte die Rallye einer „Sea to Shining Sea“-Route quer durch die USA von New York nach Los Angeles mit Stopps in Toronto, Indianapolis, Kansas City, Santa Fe und Las Vegas.
2013 erwarben Chernin Entertainment und Warner Bros. die Rechte, einen Film basierend auf der Gumball 3000 Rallye zu produzieren.
Im Jahr 2014, als die Teilnahmegebühren auf geschätzte £40.000 stiegen, begann die Rallye in Miami, USA. Nach der Durchfahrt von Atlanta und New York City flogen die Teilnehmer nach Westeuropa, fuhren weiter durch Edinburgh, London, Paris und Barcelona, bevor die Rallye auf Ibiza endete.
Während der Veranstaltung 2014 fuhren DJ Deadmau5 und sein Co-Pilot Tory Belleci einen Ferrari 458 Spider, genannt „Purrari“, der vom Nyan Cat Meme inspiriert war. Dieses Auto erhielt eine Abmahnung von Ferrari. Nach der Rallye wurde es auf Craigslist angeboten und für 380.000 $ verkauft.
Im Jahr 2015 folgte die Rallye einer transatlantischen Route von Stockholm nach Las Vegas. Die Stopps umfassten Norwegen, Dänemark, Deutschland, die Niederlande, Reno, San Francisco und Los Angeles, mit einer Fahrt durch das Death Valley, bevor Las Vegas erreicht wurde. Lewis Hamilton nahm am letzten Abschnitt der Rallye teil und fuhr einen Koenigsegg Agera HH von Los Angeles nach Las Vegas.
Die Gumball 3000 Rallye 2016 begann in Dublin und endete in Bukarest. David Hasselhoff schwenkte in Dublin die Startflagge, um den Beginn der Rallye zu markieren. Die Route führte die Teilnehmer nach Edinburgh, London, Rust, Prag und Budapest. Weitere Prominente, die teilnahmen, waren die F1-Fahrer David Coulthard und Jean Alesi, die Grammy-prämierte Rapperin Eve, der niederländische DJ Afrojack, Major Lazer, der Rapper Bun B, der Popstar Marlon Roudette, der Musikproduzent Dallas Austin, der Schauspieler Sullivan Stapleton, der Reality-Star Calum Best und der YouTuber Calfreezy. Die Gumball Rallye 2016 beinhaltete auch ein einmaliges „Batmobil“, basierend auf einem Lamborghini Gallardo, das von Team Galag gefahren wurde. Schätzungsweise nahmen mehr als eine Million Fans an der Rallye 2016 an allen Veranstaltungsorten teil.
Im Jahr 2017 begann die Rallye am 1. Juli in Riga und führte über Warschau, Krakau, Budapest, Dubrovnik, Porto Montenegro, Tirana, Volos, Athen und endete in Mykonos, wo für zwei Tage gestoppt wurde.
2018 gab es die Rückkehr interkontinentaler Reisen als Teil der Rallye-Route. Sie begann am 5. August in London, führte über das Domaine De Chantilly in Frankreich, das Sforza-Schloss in Mailand, Italien, und dann nach Bologna, wo die Teilnehmer an Bord von „Gumball Air“ gingen, einem von den Organisatoren gecharterten Malaysian Airlines-Flugzeug. Der Flug machte einen Zwischenstopp in Kasachstan zum Auftanken, bevor er nach Osaka, Japan, weiterflog. Von Osaka ging es weiter nach Kyoto und Nanao, bevor die Rallye in Tokio endete.
Im Jahr 2019 fand die Gumball 3000 Rallye im Juni statt, beginnend auf Mykonos, Griechenland, und endend auf der spanischen Insel Ibiza. Die Route führte durch Thessaloniki, Griechenland, Porto Montenegro, Montenegro, Venedig, Italien, Monaco und Barcelona, Spanien. Der niederländische DJ Afrojack nahm teil und fuhr einen Bugatti Veyron Grand Sport Vitesse und einen Bugatti Chiron in passender blauer Tarnlackierung.

### 2020 – Gegenwart
Im Jahr 2020 war die Gumball 3000 Rally von Toronto, Kanada, nach Havanna, Kuba, geplant. Aufgrund der COVID-19-Pandemie wurde die Veranstaltung jedoch abgesagt. Dies war das erste Mal in der Geschichte der Gumball 3000, dass eine vollständige Rally abgesagt wurde. Die Rally wurde später auf Mai 2022 verschoben, da die Bedenken bezüglich der Pandemie auch 2021 weiterhin bestanden.
Die verschobene 22. jährliche Rally fand im Mai 2022 statt und führte von Toronto nach Miami, USA. Ursprünglich sollte die Rally in Havanna, Kuba, enden, aber die Organisatoren entschieden sich aufgrund der Bedenken bezüglich der Beziehungen Kubas zu Russland nach der russischen Invasion der Ukraine im März 2022, das Ziel zu ändern.
Die Rally 2022 begann am 27. Mai mit einem kostenlosen öffentlichen Konzert auf dem Yonge-Dundas Square in Toronto, bei dem lokale Künstler sowie die Headliner Bun B und Deadmau5 auftraten. Die offizielle Flaggenzeremonie fand am folgenden Tag am selben Ort statt, wobei David Hasselhoff zurückkehrte, um den Start zu geben. Die Rally zog dann über Indianapolis (wo die Teilnehmer das Indy 500 mit VIP-Hospitality verfolgten), Nashville und Atlanta, bevor das Ziel im DRV PNK Stadium von Inter Miami erreicht wurde. Die Rally endete mit dem ersten Gumball Goodwill Cup Charity-Fußballspiel, bei dem die Gumball All-Stars XI gegen die Laureus Sport for Good World XI antraten.
Erstmals in der Geschichte der Gumball 3000 wurden aufgrund der Absagen der Veranstaltungen 2020 und 2021 zwei Rallys im selben Jahr durchgeführt. Die „Middle East“-Rally fand im November 2022 statt. Sie begann in Dubai, Vereinigte Arabische Emirate, und folgte einer Rundstrecke durch Oman mit Stationen in Jebel Akhdar, Salalah und Muscat, bevor sie über Ras Al Khaimah wieder in die VAE zurückkehrte, wo die Veranstaltung mit dem Global Citizen Forum Charity Gala verbunden wurde. Die Rally endete am 18. November in Abu Dhabi im W Hotel und fiel mit dem Saisonfinale der Formel 1 2022, dem Großen Preis von Abu Dhabi, zusammen, bei dem die Teilnehmer VIP-Hospitality genossen. Diese Rally brachte neue prominente Teilnehmer wie Influencer Michael Dapaah und Rapper French Montana, der beim Eröffnungskonzert in Dubai auftrat, mit sich.
Im Juni 2023 kehrte Gumball 3000 nach vier Jahren wieder nach Europa zurück mit einer Europatour. Die Rally begann am 10. Juni in Edinburgh, Schottland, und führte über London, England, Amsterdam, Niederlande, Verbier, Schweiz, Venedig, Italien und Budapest, Ungarn, bevor sie im Küstenresort Porto Montenegro endete.
Im September 2024 veranstaltete Gumball 3000 die 25. Jubiläumsrally in Südostasien. Die Rally begann am 14. September in Saigon, Vietnam, und führte durch Kambodscha, Thailand und Malaysia, bevor sie in Singapur beim Großen Preis von Singapur der Formel 1 endete. Diese Ausgabe beinhaltete bekannte Online-Persönlichkeiten und Superstars wie Patrice Evra, Jimmy Graham, Ja Rule, Vikkstar123, IShowSpeed, Sara Choi, Daily Driven Exotics und Binz.
Während der Etappe des Rallyes in Kambodscha veranstaltete die Gumball 3000 Foundation ihr jährliches Gala-Dinner und eine Wohltätigkeitsauktion am Angkor Wat im Rahmen ihrer kontinuierlichen Fundraising-Initiative. Die Veranstaltung umfasste sechs Auktionslose und erzielte über 600.000 US-Dollar zugunsten weltweiter Wohltätigkeitsprojekte, die benachteiligten Kindern helfen sollen – damit war es eines der erfolgreichsten Fundraising-Events der Stiftung bislang. Zusätzlich zu den karitativen Aktivitäten stellten Gumball 3000 und seine kambodschanischen Partner einen Guinness-Weltrekord auf für die größte Präsentation von Supersportwagen an einem UNESCO-Weltkulturerbe, mit 179 ausgestellten Fahrzeugen.
Die 26. Ausgabe der Gumball 3000 Rallye soll vom 20. bis 27. September 2025 stattfinden und eine Route von Istanbul nach Ibiza folgen, mit wichtigen Stopps in Bukarest, Belgrad, Florenz, Nizza und Valencia. Die Liste der teilnehmenden Prominenten und Fahrzeuge für die Rallye 2025 wurde noch nicht bekannt gegeben.

## Gumball 3000 Foundation
Die Gumball 3000 Foundation wurde im Jahr 2013 mit dem Ziel gegründet, benachteiligte Jugendliche zu unterstützen, indem weltweit Bildungs- und Freizeitinfrastrukturprojekte gefördert werden. Ihre Mission ist es, jungen Menschen in schwierigen Lebenssituationen bessere Zukunftsperspektiven zu eröffnen und sicherzustellen, dass das Vermächtnis von Gumball sowohl sinnstiftend als auch nachhaltig ist.
Gestützt auf ein starkes Netzwerk einflussreicher Unterstützer arbeitet die Stiftung mit etablierten Wohltätigkeitsorganisationen und internationalen Geschäftspartnern zusammen, um deren philanthropische Initiativen zu fördern. Zudem hilft sie dabei, deren karitatives Engagement auf Projekte auszurichten, die mit Gumballs Identität als dynamische, jugendorientierte Marke im Einklang stehen.
Die Stiftung wählt ihre Partner sorgfältig aus – nur solche, die gemeinsame Werte teilen und verantwortungsvolle Führung nachweisen, um benachteiligten Jugendlichen weltweit die Chancen zu bieten, die sie verdienen.
Im Laufe der Jahre hat die Stiftung mit zahlreichen Wohltätigkeitsorganisationen zusammengearbeitet, darunter When You Wish Upon A Star, die Laureus Sport for Good Foundation, die Tony Hawk Foundation, die Sir Simon Milton Foundation, der Nelson Mandela Children’s Fund UK und The Westway Trust. Während jeder Rallye veranstaltet Gumball 3000 ein Foundation-Dinner und versteigert in Zusammenarbeit mit Christie’s Stücke, die von Sponsoren, Prominenten und Teilnehmern gespendet wurden.
Seit ihrer Gründung hat die Gumball 3000 Foundation über £1.000.000 gesammelt.

## Bekleidung, Markenpartnershaften und Popkultur
Seit der Gründung von Gumball 3000 führte die wachsende Popularität der Marke zur Schaffung von Gumball Apparel. Die Bekleidungsreihe wird intern entworfen, wobei die Inspiration aus vergangenen Gumball 3000-Veranstaltungen und dem Motorsport stammt.
Nach der Einführung der Bekleidungsmarke wurden mehrere Kapselkollektionen in Zusammenarbeit mit renommierten Modehäusern auf den Markt gebracht. Zu diesen Partnerschaften gehörten Puma, Adidas, Guess und Kappa. Seit 2019 arbeitet Gumball 3000 mit der Brillenmarke Carrera zusammen, um exklusive limitierte Brillen herauszubringen.
Gumball 3000 hat sich auch in verschiedenen Unterhaltungsbereichen etabliert und Produkte in den Bereichen Filme, Videospiele und Spielzeug veröffentlicht.
Im Jahr 2000 veröffentlichte das beliebte britische Kartenspiel Top Trumps eine Sonderausgabe mit dem Gumball 3000 Markennamen. 2002 wurde das Spiel Gumball 3000 für die PlayStation 2 veröffentlicht, entwickelt von Climax Studios und veröffentlicht von SCi.
Im Jahr 2001 ging Gumball 3000 eine Partnerschaft mit MTV ein, um die Rallye fünf Jahre lang zu begleiten. MTV berichtete auch über die Rallye 2007.
Darüber hinaus hat Gumball 3000 eine Reihe von limitierten Spielzeugautos in Zusammenarbeit mit der amerikanischen Modellmarke Hot Wheels veröffentlicht. Die Gumball 3000 Edition Hot Wheels Autos sind Premium-Modelle innerhalb der Hot Wheels Kollektion.
Im Jahr 2015 kündigte Guess eine Partnerschaft mit Gumball 3000 für die Rallye des Jahres an. Die Marke entwarf exklusive Fahrerjacken für die Teilnehmer und nahm an der Rallye teil, wobei drei Guess-Models drei Dodge Vipers von Stockholm nach Las Vegas fuhren. Armin Strom gab auch bekannt, dass sie eine offizielle Gumball 3000-Uhr herausbringen würden.
Von 2018 bis 2023 arbeitete Gumball 3000 mit der italienischen Sportbekleidungsmarke Kappa zusammen, um exklusive Rallye-Kapselkollektionen zu veröffentlichen. Im selben Zeitraum ging Gumball 3000 eine Partnerschaft mit der italienischen Brillenmarke Carrera ein und brachte mehrere limitierte Sondereditionen heraus. Für die Rallye 2024 von Saigon nach Singapur kooperierte Gumball 3000 mit dem Sidemen-Mitglied Vikkstar, um limitierte Brillenmodelle über seine Marke Circulr zu veröffentlichen.
Gumball 3000 hat Partnerschaften mit einer Vielzahl von Automarken für verschiedene Zwecke geschlossen, darunter Supportfahrzeuge für das Rallye-Team, Promi- und Sponsorfahrzeuge sowie die Organisation von Veranstaltungen entlang der Rallyestrecke. Zu den Automarken, die mit Gumball 3000 zusammengearbeitet haben, gehören Abarth, Alfa Romeo, Nissan, Aston Martin, und Koenigsegg.

## Routen
| Jahre | Kontinente                     | Routen | Anmerkungen |
| ----- | ------------------------------ | --- | ----------- |
| 1999  | Europe                         | London, England » Paris, France » Le Mans, France » Monaco » Rimini, Italy » Nürburgring, Germany » London, England                                                                                                 |             |
| 2000  | Europe                         | London, England » Bilbao, Spain » Cannes, France » Milan, Italy » Baden-Baden, Germany » Hockenheim, Germany » Hamburg, Germany » London, England                                                                   |             |
| 2001  | Europe                         | London, England » Berlin, Germany » Vilnius, Lithuania » Saint Petersburg, Russia via Latvia » Helsinki, Finland » Stockholm, Sweden » Copenhagen, Denmark » Beaulieu, England                                      |             |
| 2002  | North America                  | New York City, New York » Washington, D.C. » Nashville, Tennessee » Dallas, Texas » Sante Fe, New Mexico » Las Vegas, Nevada » Los Angeles, California                                                              |             |
| 2003  | North America                  | San Francisco, California » Reno, Nevada » Las Vegas, Nevada » Tucson, Arizona » White Sands, New Mexico » San Antonio, Texas » New Orleans, Louisiana » Miami, Florida                                             |             |
| 2004  | Europe and Africa              | Paris, France » Clermont-Ferrand, France » Madrid, Spain » Marbella, Spain » Casablanca, Morocco » Marrakech, Morocco » Barcelona, Spain » Cannes, France                                                           |             |
| 2005  | Europe                         | London, England » Brussels, Belgium » Prague, Czech Republic » Vienna, Austria » Budapest, Hungary »Dubrovnik, Croatia » Taormina, Italy » Rome, Italy » Florence, Italy » Monaco                                   |             |
| 2006  | Europe, Asia and North America | London, England » Vienna, Austria » Budapest, Hungary » Belgrade, Serbia » Phuket, Thailand » Bangkok, Thailand » Salt Lake City, Utah » Las Vegas, Nevada » Los Angeles, California                                |             |
| 2007  | Europe                         | London, England » Amsterdam, Netherlands » Frankfurt-Hahn, Germany » Istanbul, Turkey » Tirana, Albania » Dubrovnik, Croatia » Bratislava, Slovakia                                                                 |             |
| 2008  | North America and Asia         | San Francisco, California » Los Angeles, California » San Diego, California » Las Vegas, Nevada » Pyongyang, North Korea » Hangzhou, China » Shanghai, China » Xuzhou, China » Beijing, China                       |             |
| 2009  | North America                  | Santa Monica, California » Las Vegas, Nevada » Sedona, Arizona » Santa Fe, New Mexico » Dallas, Texas » New Orleans, Louisiana » Orlando, Florida » Miami, Florida                                                  |             |
| 2010  | Europe and North America       | London, England » Amsterdam, Netherlands » Copenhagen, Denmark » Stockholm, Sweden » Boston, Massachusetts » Quebec City, Canada » Toronto, Canada » New York City, New York                                        |             |
| 2011  | Europe                         | London, England » Paris, France » Barcelona, Spain » Monaco » Venice, Italy » Belgrade, Serbia » Sofia, Bulgaria » Istanbul, Turkey                                                                                 |             |
| 2012  | North America                  | New York City, New York » Niagara Falls » Toronto, Canada » Indianapolis, Indiana » Kansas City, Kansas » Santa Fe, New Mexico » Las Vegas, Nevada » Los Angeles, California                                        |             |
| 2013  | Europe                         | Copenhagen, Denmark » Stockholm, Sweden » Helsinki, Finland » Saint Petersburg, Russia » Tallinn, Estonia » Riga, Latvia » Vilnius, Lithuania » Warsaw, Poland » Kraków, Poland » Vienna, Austria » Monaco          |             |
| 2014  | North America and Europe       | Miami, Florida » Atlanta, Georgia » New York City, New York » Edinburgh, Scotland » Manchester, England » London, England » Paris, France » Barcelona, Spain » Valencia, Spain » Ibiza, Spain                       |             |
| 2015  | Europe and North America       | Stockholm, Sweden » Oslo, Norway » Copenhagen, Denmark » Amsterdam, Netherlands » Reno, Nevada » San Francisco, California » Los Angeles, California » Las Vegas, Nevada                                            |             |
| 2016  | Europe                         | Dublin, Ireland » Belfast, Northern Ireland » Edinburgh, Scotland » Manchester, England » London, England » Rust, Germany » Prague, Czech Republic » Budapest, Hungary » Transylvania, Romania » Bucharest, Romania |             |
| 2017  | Europe                         | Riga, Latvia » Vilnius, Lithuania » Warsaw, Poland » Kraków, Poland » Budapest, Hungary » Dubrovnik, Croatia » Porto Montenegro, Montenegro » Tirana, Albania » Volos, Greece » Athens, Greece » Mykonos, Greece    |             |
| 2018  | Europe and Asia                | London, England » Chantilly, France » Milan, Italy » Bologna, Italy » Osaka, Japan » Kyoto, Japan » Nanao, Japan » Tokyo, Japan                                                                                     |             |
| 2019  | Europe                         | Mykonos, Greece » Thessaloniki, Greece, » Porto Montenegro, Montenegro » Venice, Italy » Monaco » Barcelona, Spain » Ibiza, Spain                                                                                   |             |
| 2022  | North America                  | Toronto, Canada » Indianapolis, Indiana » Nashville, Tennessee » Atlanta, Georgia » Miami, Florida |             |
| 2022  | Middle East                    | Dubai, United Arab Emirates » Jebel Akhdar, Oman » Salalah, Oman » Muscat, Oman » Ras Al Khaimah, United Arab Emirates » Abu Dhabi, United Arab Emirates                                                            |             |
| 2023  | Europe                         | Edinburgh, Scotland » London, England » Amsterdam, Netherlands » Verbier, Switzerland » Venice, Italy » Budapest, Hungary » Porto Montenegro , Montenegro                                                           |             |
| 2024  | South East Asia                | Ho Chi Minh City, Vietnam » Phnom Penh, Cambodia » Angkor Wat, Cambodia » Bangkok, Thailand » Krabi, Thailand » Kuala Lumpur & Sepang, Malaysia » Singapore F1 Grand Prix, Singapore                                |             |

## Prominente Teilnehmer
| - Johnny Knoxville (2001) - Kim Schmitz, Gewinner von 2001 (Brabus E V12 „Megacar“) - Daryl Hannah (2005), Range Rover - Xzibit (2007: Lamborghini Gallardo, 2010) - Tony Hawk (2010) - Jay Kay (2007), Maserati Quattroporte GT - David Hasselhoff (2008: 82´ Pontiac Firebird "Trans Am"; 2012: Maserati GranTurismo; 2013: Audi R8; 2014, 2015: Nissan GT-R; 2018: Pontiac Firebird „Trans Am“) - Deadmau5 (2014: Ferrari 458 Spyder, 2015: McLaren P1) | - Joko und Klaas (2010), Mercedes-Benz Baureihe 221 - Jon Olsson (2010, Lamborghini LP670-4) - DJ Muggs (2010) - The Dudesons (2013) - Lewis Hamilton (2015), Koenigsegg Agera HH |